# Mormonia dula
Mormonia dula är en fjärilsart som beskrevs av Bremer 1864. Mormonia dula ingår i släktet Mormonia och familjen nattflyn. Inga underarter finns listade i Catalogue of Life.